# Campeonato Brasileño de Fútbol 1984
El Campeonato Brasileño de Serie A 1984 fue la 29ª edición del Campeonato Brasileño de Serie A. El torneo se extendió desde el 28 de enero de 1984 hasta el 27 de mayo del corriente año. El club Fluminense de Río de Janeiro ganó el campeonato, su segundo título a nivel nacional tras haber obtenido el Torneio Roberto Gomes Pedrosa 1970.
Se mantuvo por última vez el sistema de acceso directo de clubes de la serie-B a la serie-A en el mismo año, pero ahora sólo un club, y directamente a la tercera fase. El beneficiado este año fue el club Uberlândia de Minas Gerais, campeón de la Serie B.
En lugar de ello, y debido a muchas quejas con el sistema de clasificación a través de los campeonatos regionales, la CBF reservó 2 vacantes para clubes de buen historial en Brasil que hubieran tenido un mal rendimiento el año anterior. Los beneficiarios fueron el Vasco da Gama, séptimo lugar en el Campeonato Carioca, y el Grêmio, 3.er lugar en el Campeonato Gaúcho.
Por primera vez, la final del campeonato la disputaron dos clubes de una misma ciudad, lo que refleja el potencial de los clubes de Río de Janeiro durante gran parte de la década de 1980.

## Sistema de competición
Primera fase: 40 clubes participantes son divididos en ocho grupos de cinco equipos cada uno, clasificando los tres primeros de cada zona a segunda fase.
Segunda fase: A los 24 clubes clasificados de primera fase, se suman 4 clubes vencedores del repechaje. Los 28 clubes se dividen en siete grupos de cuatro equipos cada uno, clasificando los dos primeros de cada grupo a tercera fase.
Tercera fase: 14 clubes clasificados en la segunda fase, más el club con el mejor rendimiento entre los no clasificados de los siete grupos, más el campeón de la serie-B. Los 16 clubes se dividen en cuatro grupos de cuatro equipos cada uno, clasificando los dos primeros de cada grupo a cuartos de final.
Fase final: Cuartos de final, semifinales y final a doble partido.

## Primera fase
- Clasifican los 3 primeros de cada grupo a segunda fase, el cuarto clasificado de cada zona disputa una ronda de repechaje.

### Grupo A
| Pos | Equipo               | Pts | PJ | PG | PE | PP | GF | GC | Dif  |
| --- | -------------------- | --- | -- | -- | -- | -- | -- | -- | ---- |
| 1   | São Paulo            | 11  | 8  | 4  | 3  | 1  | 16 | 8  | + 8  |
| 2   | Vasco da Gama        | 9   | 8  | 4  | 1  | 3  | 20 | 9  | + 11 |
| 3   | Fortaleza            | 8   | 8  | 3  | 2  | 3  | 7  | 11 | - 4  |
| 4   | Tuna Luso Brasileira | 8   | 8  | 2  | 4  | 2  | 6  | 15 | - 9  |
| 5   | Nacional-AM          | 4   | 8  | 0  | 4  | 4  | 5  | 11 | - 6  |

### Grupo B
| Pos | Equipo           | Pts | PJ | PG | PE | PP | GF | GC | Dif  |
| --- | ---------------- | --- | -- | -- | -- | -- | -- | -- | ---- |
| 1   | Atlético Mineiro | 12  | 8  | 5  | 2  | 1  | 18 | 5  | + 13 |
| 2   | Bahia            | 9   | 8  | 3  | 3  | 2  | 9  | 11 | - 2  |
| 3   | CRB Alagoas      | 7   | 8  | 2  | 3  | 3  | 5  | 9  | - 4  |
| 4   | Treze            | 6   | 8  | 2  | 2  | 4  | 7  | 11 | - 4  |
| 5   | Bangu            | 6   | 8  | 1  | 4  | 3  | 4  | 7  | - 3  |

### Grupo C
| Pos | Equipo         | Pts | PJ | PG | PE | PP | GF | GC | Dif  |
| --- | -------------- | --- | -- | -- | -- | -- | -- | -- | ---- |
| 1   | Santos         | 15  | 8  | 7  | 1  | 0  | 20 | 2  | + 18 |
| 2   | Fluminense     | 12  | 8  | 5  | 2  | 1  | 9  | 3  | + 6  |
| 3   | ABC Natal      | 7   | 8  | 3  | 1  | 4  | 9  | 10 | - 1  |
| 4   | Ferroviário-CE | 4   | 8  | 1  | 2  | 5  | 2  | 16 | - 14 |
| 5   | Confiança      | 2   | 8  | 1  | 0  | 7  | 5  | 14 | - 9  |

### Grupo D
| Pos | Equipo         | Pts | PJ | PG | PE | PP | GF | GC | Dif  |
| --- | -------------- | --- | -- | -- | -- | -- | -- | -- | ---- |
| 1   | Santo André-SP | 12  | 8  | 5  | 2  | 1  | 12 | 8  | + 4  |
| 2   | Grêmio         | 12  | 8  | 5  | 2  | 1  | 19 | 7  | + 12 |
| 3   | Náutico Recife | 10  | 8  | 4  | 2  | 2  | 10 | 8  | + 2  |
| 4   | Coritiba       | 4   | 8  | 2  | 0  | 6  | 11 | 17 | - 6  |
| 5   | Catuense       | 2   | 8  | 0  | 2  | 6  | 4  | 16 | - 12 |

### Grupo E
| Pos | Equipo      | Pts | PJ | PG | PE | PP | GF | GC | Dif  |
| --- | ----------- | --- | -- | -- | -- | -- | -- | -- | ---- |
| 1   | Flamengo    | 12  | 8  | 4  | 4  | 0  | 13 | 6  | + 7  |
| 2   | Palmeiras   | 11  | 8  | 4  | 3  | 1  | 15 | 7  | + 8  |
| 3   | Operário-MS | 9   | 8  | 3  | 3  | 2  | 15 | 11 | + 4  |
| 4   | Goiás       | 8   | 8  | 3  | 2  | 3  | 11 | 10 | + 1  |
| 5   | Brasília    | 0   | 8  | 0  | 0  | 8  | 4  | 24 | - 20 |

### Grupo F
| Pos | Equipo              | Pts | PJ | PG | PE | PP | GF | GC | Dif |
| --- | ------------------- | --- | -- | -- | -- | -- | -- | -- | --- |
| 1   | América-RJ          | 11  | 8  | 4  | 3  | 1  | 11 | 7  | + 4 |
| 2   | Atlético Paranaense | 9   | 8  | 3  | 3  | 2  | 10 | 8  | + 2 |
| 3   | Brasil de Pelotas   | 8   | 8  | 2  | 4  | 2  | 7  | 9  | - 2 |
| 4   | Rio Branco-ES       | 6   | 8  | 3  | 0  | 5  | 10 | 17 | - 7 |
| 5   | Cruzeiro            | 6   | 8  | 2  | 2  | 4  | 16 | 13 | + 3 |

### Grupo G
| Pos | Equipo                 | Pts | PJ | PG | PE | PP | GF | GC | Dif  |
| --- | ---------------------- | --- | -- | -- | -- | -- | -- | -- | ---- |
| 1   | Corinthians            | 10  | 8  | 3  | 4  | 1  | 9  | 4  | + 5  |
| 2   | Internacional          | 10  | 8  | 2  | 6  | 0  | 12 | 5  | + 7  |
| 3   | Operário Várzea Grande | 7   | 8  | 2  | 3  | 3  | 10 | 11 | - 1  |
| 4   | Joinville              | 7   | 8  | 2  | 3  | 3  | 6  | 7  | - 1  |
| 5   | Anapolina              | 6   | 8  | 1  | 4  | 3  | 3  | 13 | - 10 |

### Grupo H
| Pos | Equipo                | Pts | PJ | PG | PE | PP | GF | GC | Dif |
| --- | --------------------- | --- | -- | -- | -- | -- | -- | -- | --- |
| 1   | Santa Cruz Recife     | 11  | 8  | 4  | 3  | 1  | 11 | 6  | + 5 |
| 2   | Botafogo              | 10  | 8  | 4  | 2  | 2  | 8  | 5  | + 3 |
| 3   | Portuguesa            | 9   | 8  | 3  | 3  | 2  | 10 | 4  | + 6 |
| 4   | Auto Esporte-PI       | 6   | 8  | 3  | 0  | 5  | 10 | 17 | - 7 |
| 5   | Moto Club de São Luís | 4   | 8  | 1  | 2  | 5  | 7  | 14 | - 7 |

## Repechaje
- Clasifican los 4 ganadores a segunda fase.
| Local     | resultado | Visita          |
| --------- | --------- | --------------- |
| Tuna Luso | 0-1       | Treze           |
| Coritiba  | 3-1       | Ferroviário-CE  |
| Goiás     | 2-1       | Rio Branco-ES   |
| Joinville | 2-0       | Auto Esporte-PI |

## Segunda fase
- Clasifican los 2 primeros de cada grupo a tercera fase, más el mejor tercero.

### Grupo I
| Pos | Equipo     | Pts | PJ | PG | PE | PP | GF | GC | Dif |
| --- | ---------- | --- | -- | -- | -- | -- | -- | -- | --- |
| 1   | Fluminense | 8   | 6  | 3  | 2  | 1  | 9  | 5  | + 4 |
| 2   | Goiás      | 7   | 6  | 3  | 1  | 2  | 11 | 9  | + 2 |
| 3   | São Paulo  | 7   | 6  | 2  | 3  | 1  | 7  | 6  | + 1 |
| 4   | Bahia      | 2   | 6  | 0  | 2  | 4  | 3  | 10 | - 7 |

### Grupo J
| Pos | Equipo           | Pts | PJ | PG | PE | PP | GF | GC | Dif |
| --- | ---------------- | --- | -- | -- | -- | -- | -- | -- | --- |
| 1   | Vasco da Gama    | 7   | 6  | 3  | 1  | 2  | 10 | 3  | + 7 |
| 2   | Grêmio           | 7   | 6  | 3  | 1  | 2  | 3  | 2  | + 1 |
| 3   | Atlético Mineiro | 5   | 6  | 2  | 1  | 3  | 6  | 7  | - 1 |
| 4   | Joinville        | 5   | 6  | 2  | 1  | 3  | 4  | 11 | - 7 |

### Grupo K
| Pos | Equipo      | Pts | PJ | PG | PE | PP | GF | GC | Dif |
| --- | ----------- | --- | -- | -- | -- | -- | -- | -- | --- |
| 1   | Santos      | 7   | 6  | 2  | 3  | 1  | 11 | 7  | + 4 |
| 2   | Fortaleza   | 7   | 6  | 2  | 3  | 1  | 7  | 8  | - 1 |
| 3   | Palmeiras   | 6   | 6  | 2  | 2  | 2  | 15 | 9  | + 6 |
| 4   | CRB Alagoas | 4   | 6  | 1  | 2  | 3  | 1  | 10 | - 9 |

### Grupo L
| Pos | Equipo              | Pts | PJ | PG | PE | PP | GF | GC | Dif |
| --- | ------------------- | --- | -- | -- | -- | -- | -- | -- | --- |
| 1   | Atlético Paranaense | 7   | 6  | 3  | 1  | 2  | 9  | 4  | + 5 |
| 2   | Santo André-SP      | 7   | 6  | 3  | 1  | 2  | 10 | 6  | + 4 |
| 3   | Operário-MS         | 7   | 6  | 3  | 1  | 2  | 5  | 5  | 0   |
| 4   | ABC Natal           | 3   | 6  | 1  | 1  | 4  | 5  | 14 | - 9 |

### Grupo M
| Pos | Equipo            | Pts | PJ | PG | PE | PP | GF | GC | Dif |
| --- | ----------------- | --- | -- | -- | -- | -- | -- | -- | --- |
| 1   | Portuguesa        | 8   | 6  | 3  | 2  | 1  | 7  | 3  | + 4 |
| 2   | Flamengo          | 7   | 6  | 3  | 1  | 2  | 7  | 6  | + 1 |
| 3   | Brasil de Pelotas | 5   | 6  | 2  | 1  | 3  | 4  | 9  | - 5 |
| 4   | Internacional     | 4   | 6  | 1  | 2  | 3  | 5  | 5  | 0   |

### Grupo N
| Pos | Equipo                 | Pts | PJ | PG | PE | PP | GF | GC | Dif |
| --- | ---------------------- | --- | -- | -- | -- | -- | -- | -- | --- |
| 1   | Coritiba               | 7   | 6  | 3  | 1  | 2  | 8  | 8  | 0   |
| 2   | América-RJ             | 7   | 6  | 3  | 1  | 2  | 11 | 7  | + 4 |
| 3   | Operário Várzea Grande | 5   | 6  | 2  | 1  | 3  | 6  | 10 | - 4 |
| 4   | Botafogo               | 5   | 6  | 1  | 3  | 2  | 6  | 6  | 0   |

### Grupo O
| Pos | Equipo            | Pts | PJ | PG | PE | PP | GF | GC | Dif |
| --- | ----------------- | --- | -- | -- | -- | -- | -- | -- | --- |
| 1   | Náutico Recife    | 7   | 6  | 3  | 1  | 2  | 8  | 8  | 0   |
| 2   | Corinthians       | 7   | 6  | 2  | 3  | 1  | 8  | 7  | + 1 |
| 3   | Santa Cruz Recife | 7   | 6  | 2  | 3  | 1  | 6  | 4  | + 2 |
| 4   | Treze             | 3   | 6  | 0  | 3  | 3  | 2  | 5  | - 3 |

## Tercera fase
- Clasifican los dos primeros de cada grupo a cuartos de final.

### Grupo P
| Pos | Equipo         | Pts | PJ | PG | PE | PP | GF | GC | Dif |
| --- | -------------- | --- | -- | -- | -- | -- | -- | -- | --- |
| 1   | Fluminense     | 10  | 6  | 4  | 2  | 0  | 9  | 3  | + 6 |
| 2   | Portuguesa     | 5   | 6  | 1  | 3  | 2  | 7  | 9  | - 2 |
| 3   | Operário-MS    | 5   | 6  | 1  | 3  | 2  | 5  | 7  | - 2 |
| 4   | Santo André-SP | 4   | 6  | 0  | 4  | 2  | 3  | 5  | - 2 |

### Grupo Q
| Pos | Equipo        | Pts | PJ | PG | PE | PP | GF | GC | Dif  |
| --- | ------------- | --- | -- | -- | -- | -- | -- | -- | ---- |
| 1   | Vasco da Gama | 10  | 6  | 4  | 2  | 0  | 9  | 1  | + 8  |
| 2   | Coritiba      | 7   | 6  | 2  | 3  | 1  | 5  | 4  | + 1  |
| 3   | Uberlândia    | 6   | 6  | 2  | 2  | 2  | 4  | 3  | + 1  |
| 4   | Fortaleza     | 1   | 6  | 0  | 1  | 5  | 3  | 13 | - 10 |

### Grupo R
| Pos | Equipo         | Pts | PJ | PG | PE | PP | GF | GC | Dif |
| --- | -------------- | --- | -- | -- | -- | -- | -- | -- | --- |
| 1   | Flamengo       | 8   | 6  | 3  | 2  | 1  | 9  | 4  | + 5 |
| 2   | Náutico Recife | 7   | 6  | 3  | 1  | 2  | 9  | 9  | 0   |
| 3   | Santos         | 6   | 6  | 2  | 2  | 2  | 8  | 7  | + 1 |
| 4   | America-RJ     | 3   | 6  | 0  | 3  | 3  | 3  | 9  | - 6 |

### Grupo S
| Pos | Equipo              | Pts | PJ | PG | PE | PP | GF | GC | Dif |
| --- | ------------------- | --- | -- | -- | -- | -- | -- | -- | --- |
| 1   | Grêmio              | 9   | 6  | 3  | 3  | 0  | 10 | 4  | + 6 |
| 2   | Corinthians         | 8   | 6  | 3  | 2  | 1  | 10 | 3  | + 7 |
| 3   | Atlético Paranaense | 5   | 6  | 1  | 3  | 2  | 5  | 9  | - 4 |
| 4   | Goiás               | 2   | 6  | 0  | 2  | 4  | 2  | 11 | - 9 |

## Fase final
|  | Cuartos de final | Cuartos de final | Cuartos de final |   |             | Semifinales | Semifinales | Semifinales |  |               | Final | Final | Final |  |
|  |                  |                  |                  |   |             |             |             |             |  |               |       |       |       |  |
|  |                  |                  |                  |   |             |             |             |             |  |               |       |       |       |  |
|  | Náutico Recife   | 2                | 1                |   |             |             |             |             |  |               |       |       |       |  |
|  | Náutico Recife   | 2                | 1                |   |             |             |             |             |  |               |       |       |       |  |
|  | Grêmio           | 3                | 3                |   |             |             |             |             |  |               |       |       |       |  |
|  | Grêmio           | 3                | 3                |   | Grêmio      | 1           | 0           |             |  |               |       |       |       |  |
|  |                  |                  |                  |   | Grêmio      | 1           | 0           |             |  |               |       |       |       |  |
|  |                  |                  | Vasco da Gama    | 0 | 3           |             |             |             |  |               |       |       |       |  |
|  | Portuguesa       | 2                | Vasco da Gama    | 0 | 3           | 3           |             |             |  |               |       |       |       |  |
|  | Portuguesa       | 2                |                  |   |             |             |             |             |  |               |       |       |       |  |
|  | Vasco da Gama    | 5                | 4                |   |             |             |             |             |  |               |       |       |       |  |
|  | Vasco da Gama    | 5                | 4                |   |             |             |             |             |  | Vasco da Gama | 0     | 0     |       |  |
|  |                  |                  |                  |   |             |             |             |             |  | Vasco da Gama | 0     | 0     |       |  |
|  |                  |                  | Fluminense       | 1 | 0           |             |             |             |  |               |       |       |       |  |
|  | Flamengo         | 2                | Fluminense       | 1 | 0           | 1           |             |             |  |               |       |       |       |  |
|  | Flamengo         | 2                |                  |   |             |             |             |             |  |               |       |       |       |  |
|  | Corinthians      | 0                | 4                |   |             |             |             |             |  |               |       |       |       |  |
|  | Corinthians      | 0                | 4                |   | Corinthians | 0           | 0           |             |  |               |       |       |       |  |
|  |                  |                  |                  |   | Corinthians | 0           | 0           |             |  |               |       |       |       |  |
|  |                  |                  | Fluminense       | 2 | 0           |             |             |             |  |               |       |       |       |  |
|  | Coritiba         | 2                | Fluminense       | 2 | 0           | 0           |             |             |  |               |       |       |       |  |
|  | Coritiba         | 2                |                  |   |             |             |             |             |  |               |       |       |       |  |
|  | Fluminense       | 2                | 5                |   |             |             |             |             |  |               |       |       |       |  |
|  | Fluminense       | 2                | 5                |   |             |             |             |             |  |               |       |       |       |  |
|  |                  |                  |                  |   |             |             |             |             |  |               |       |       |       |  |

### Final
| 24 de mayo de 1984 | Vasco da Gama | 0 – 1   | Fluminense   | Estadio Maracanã, Río de Janeiro,                                      |                                                                        |
|                    |               | Reporte | Romerito 23' | Asistencia: 63,156 espectadores Árbitro(s): Luís Carlos Félix Ferreira | Asistencia: 63,156 espectadores Árbitro(s): Luís Carlos Félix Ferreira |

| 28 de mayo de 1984 | Fluminense | 1 – 0   | Vasco da Gama | Estadio Maracanã, Río de Janeiro,                                 |                                                                   |
|                    |            | Reporte |               | Asistencia: 128,781 espectadores Árbitro(s): Romualdo Arppi Filho | Asistencia: 128,781 espectadores Árbitro(s): Romualdo Arppi Filho |

- Fluminense y Vasco da Gama, campeón y subcampeón respectivamente, clasifican a Copa Libertadores 1985.

|                                      |
| Bandera del estado de Río de Janeiro |
| Campeón Fluminense F. C. 2.º título  |

## Posiciones finales
- Dos puntos por victoria.
| Pos | Equipo                   | Pts | PJ | PG | PE | PP | GF | GC | Dif  |
| --- | ------------------------ | --- | -- | -- | -- | -- | -- | -- | ---- |
| 1   | Fluminense               | 39  | 26 | 15 | 9  | 2  | 37 | 13 | 24   |
| 2   | Vasco da Gama            | 33  | 26 | 14 | 5  | 7  | 51 | 20 | 31   |
| 3   | Grêmio                   | 34  | 24 | 14 | 6  | 4  | 39 | 19 | 20   |
| 4   | Corinthians              | 28  | 24 | 9  | 10 | 5  | 31 | 19 | 12   |
| 5   | Flamengo                 | 29  | 22 | 11 | 7  | 4  | 32 | 20 | 12   |
| 6   | Náutico Recife           | 24  | 22 | 10 | 4  | 8  | 30 | 31 | - 1  |
| 7   | Portuguesa-SP            | 22  | 22 | 7  | 8  | 7  | 29 | 25 | 4    |
| 8   | Coritiba                 | 19  | 22 | 7  | 5  | 10 | 26 | 36 | - 10 |
| 9   | Santos                   | 28  | 20 | 11 | 6  | 3  | 39 | 16 | 23   |
| 10  | Santo André-SP           | 23  | 20 | 8  | 7  | 5  | 25 | 19 | 6    |
| 11  | Atlético Paranaense      | 21  | 20 | 7  | 7  | 6  | 24 | 21 | 3    |
| 12  | América-RJ               | 21  | 20 | 7  | 7  | 6  | 25 | 23 | 2    |
| 13  | Operário-MS              | 21  | 20 | 7  | 7  | 6  | 25 | 23 | 2    |
| 14  | Goiás                    | 17  | 20 | 6  | 5  | 9  | 24 | 30 | - 6  |
| 15  | Fortaleza                | 16  | 20 | 5  | 6  | 9  | 17 | 32 | - 15 |
| 16  | Uberlândia-MG            | 6   | 6  | 2  | 2  | 2  | 4  | 3  | 1    |
| 17  | São Paulo                | 18  | 14 | 6  | 6  | 2  | 23 | 14 | 9    |
| 18  | Santa Cruz Recife        | 18  | 14 | 6  | 6  | 2  | 17 | 10 | 7    |
| 19  | Atlético Mineiro         | 17  | 14 | 7  | 3  | 4  | 24 | 12 | 12   |
| 20  | Palmeiras                | 17  | 14 | 6  | 5  | 3  | 30 | 16 | 14   |
| 21  | Botafogo                 | 15  | 14 | 5  | 5  | 4  | 14 | 11 | 3    |
| 22  | Internacional            | 14  | 14 | 3  | 8  | 3  | 17 | 10 | 7    |
| 23  | Brasil de Pelotas        | 13  | 14 | 4  | 5  | 5  | 11 | 18 | - 7  |
| 24  | Operário (Várzea Grande) | 12  | 14 | 4  | 4  | 6  | 16 | 21 | - 5  |
| 25  | Joinville                | 12  | 14 | 4  | 4  | 6  | 10 | 18 | - 8  |
| 26  | Bahia                    | 11  | 14 | 3  | 5  | 6  | 12 | 21 | - 9  |
| 27  | CRB Alagoas              | 11  | 14 | 3  | 5  | 6  | 6  | 19 | - 13 |
| 28  | ABC Natal                | 10  | 14 | 4  | 2  | 8  | 14 | 24 | - 10 |
| 29  | Treze                    | 9   | 14 | 2  | 5  | 7  | 9  | 16 | - 7  |
| 30  | Tuna Luso Brasileira     | 8   | 8  | 2  | 4  | 2  | 6  | 15 | - 9  |
| 31  | Rio Branco-ES            | 6   | 8  | 3  | 0  | 5  | 10 | 17 | - 7  |
| 32  | Auto Esporte-PI          | 6   | 8  | 3  | 0  | 5  | 10 | 17 | - 7  |
| 33  | Ferroviário-CE           | 4   | 8  | 1  | 2  | 5  | 2  | 16 | - 14 |
| 34  | Cruzeiro                 | 6   | 8  | 2  | 2  | 4  | 16 | 13 | 3    |
| 35  | Bangu                    | 6   | 8  | 1  | 4  | 3  | 4  | 7  | - 3  |
| 36  | Anapolina                | 6   | 8  | 1  | 4  | 3  | 3  | 13 | - 10 |
| 37  | Moto Club de São Luís    | 4   | 8  | 1  | 2  | 5  | 7  | 14 | - 7  |
| 38  | Nacional-AM              | 4   | 8  | 0  | 4  | 4  | 5  | 11 | - 6  |
| 39  | Confiança                | 2   | 8  | 1  | 0  | 7  | 5  | 14 | - 9  |
| 40  | Catuense                 | 2   | 8  | 0  | 2  | 6  | 4  | 16 | - 12 |
| 41  | Brasília                 | 0   | 8  | 0  | 0  | 8  | 4  | 24 | - 20 |

## Goleadores
| Pos. | Jugador          | Club           | Goles |
| ---- | ---------------- | -------------- | ----- |
| 1    | Roberto Dinamite | Vasco da Gama  | 16    |
| 2    | Arturzinho       | Vasco da Gama  | 14    |
| 3    | Luisinho         | America-RJ     | 12    |
| 3    | Serginho Chulapa | Santos         | 12    |
| 5    | Lela             | Coritiba       | 10    |
| 5    | Lima             | Operario-MS    | 10    |
| 5    | Tarciso          | Gremio         | 10    |
| 8    | Assis            | Fluminense     | 9     |
| 8    | Baiano           | Náutico Recife | 9     |
| 8    | Reinaldo Xavier  | Palmeiras      | 9     |
| 8    | Washington       | Fluminense     | 9     |